# Nomada detrita
Nomada detrita är en biart som beskrevs av Mitchell 1962. Nomada detrita ingår i släktet gökbin, och familjen långtungebin. Inga underarter finns listade i Catalogue of Life.